# Eleição parlamentar na Letônia em 2011
A eleição parlamentar letã de 2011 foi realizada em 17 de setembro.

## Resultados eleitorais
| Partido                           | Partido                             | Votos     | %     | Cadeiras | +/–  |
| --------------------------------- | ----------------------------------- | --------- | ----- | -------- | ---- |
|                                   | Partido Social-Democrata "Harmonia" | 259 930   | 28.62 | 31       | 2    |
|                                   | Partido da Reforma                  | 190 856   | 21.01 | 22       | Novo |
|                                   | Unidade                             | 172 563   | 19.00 | 20       | 13   |
|                                   | Aliança Nacional                    | 127 208   | 14.01 | 14       | 6    |
|                                   | União de Verdes e Camponeses        | 111 957   | 12.33 | 13       | 9    |
|                                   | Para Uma Boa Letônia                | 22 131    | 2.44  | 0        | 8    |
| Total de votos válidos            | Total de votos válidos              | 908 214   | 99.10 | –        | –    |
| Votos inválidos (brancos e nulos) | Votos inválidos (brancos e nulos)   | 8 255     | 0.90  | –        | –    |
| Total de votos registrados        | Total de votos registrados          | 916 469   | 100   | –        | –    |
| Eleitorado apto a votar           | Eleitorado apto a votar             | 1 542 700 | 59.41 | –        | –    |